# أوجست كوندت
أوجست أدولف ادوارد إبرهارد كوندت  (بالألمانية: August Kundt)‏ (18 نوفمبر 1839 – 21 مايو 1894) فيزيائي ألماني.

## السيرة الذاتية
ولد كوندت في شفرين في مكلنبورغ بألمانيا، بدأ دراسته العلمية في لايبزيغ، ثم ذهب بعد ذلك إلى جامعة برلين، في البداية كرس نفسه لـ علم الفلك، ولكن تحت تأثير غوستاف ماغنوس، تحول إلى الفيزياء، ثم تخرج في عام 1864 مع أطروحة استقطاب الضوء.
في عام 1867 أصبح مدرسًا في جامعة برلين، وفي السنة التالية تم اختياره أستاذًا للفيزياء في المعهد الفدرالي السويسري للتكنولوجيا في زيورخ، وكان أحد طلابه هناك فيلهلم كونراد رونتغن، ثم بعد سنة أو سنتين في فورتسبورغ، ثم تم استدعائه في عام 1872 إلى ستراسبورغ؛ حيث كان له دور كبير في تنظيم الجامعة الجديدة، كما اهتم بشكل كبير بتشييد قسم الفيزياء، وفي عام 1888 ذهب إلى برلين خلفا هيرمان فون هيلمهولتز في كرسي الفيزياء التجريبية وإدارة قسم الفيزياء في جامعة برلين، توفي بعد مرض عضال بالقرب من مدينة لوبيك في 21 مايو 1894.

## أعماله العلمية
كان كوندت ناجحًا لاسيما في مجالات الصوت والضوء، ففي عام 1866 قام بتطوير طريقة قيمِّة لاستقصاء مرور الموجات الهوائية داخل الأنابيب، حيث يقوم بنثر حبيبات مسحوق - يكوبوديوم على سبيل المثال - داخل  الأنبوب الذي ينشأ بداخله هواء متذبذب، فإن المسحوق يتجمع على شكل أكوام في العُقَد، يمكن معرفة المسافة بين هذه العقد، وبهذه الطريقة يمكن تحديد سرعة الصوت في الغازات المختلفة. يُطلق على هذه التجربة أنبوب كوندت.
في عام 1876 في ستراسبورغ وبالتعاون مع إميل واربورغ، أثبتت كوندت أن بخار الزئبق هو غاز أحادي الذرة. وفي مجال الضوء، يُعرف اسم كوندت على نطاق واسع، كما له إسهامات في مجال السوائل والأبخرة، وفي المعادن أيضًا، فقام بعملية طي كهربائي على الزجاج. كما أجرى العديد من التجارب في البصريات المغناطيسية، ونجح في إثبات ما فشل فيه فاراداي في الكشف عنه، وهي تجربة الدوران تحت تأثير القوة المغناطيسية في غازات وأبخرة معينة.
كما قام بأعمال جيدة في مجال فسيولوجيا النبات وترددات امتصاص الكلوروفيل للضوء (قاعدة كوندت)، تركزت على موجات طولها الموجي 6800 انجستروم.